# 源盛経 (醍醐源氏)
源 盛経（みなもと の もりつね）は、平安時代後期の人物。摂関家の家司。

## 経歴
醍醐源氏、左大臣・源高明の曾孫である土佐守・源長季の孫。源盛長の子。
寂蓮や大原三寂との交流が史料に見られる。

## 系譜
- 父：源盛長
- 母：不詳
- 妻：不詳
- 生母不明の子女
  - 男子：源経光
  - 男子：源長経
  - 男子：源盛光
  - 女子：五条 - 藤原忠通側室